# Jesinta Campbell
Jesinta Campbell (Gold Coast, 12 agosto 1991) è una modella australiana, incoronata Miss Australia il 17 giugno 2010.
In seguito la Campbell ha partecipato a Miss Universo 2010, dove si è classificata al terzo posto, dietro soltanto alla vincitrice, la messicana Jimena Navarrete ed alla giamaicana Yendi Phillipps, seconda classificata. In occasione del concorso, Campbell ha inoltre vinto il titolo di Miss Congeniality.
Dopo la vittoria del titolo, Jesinta Campbell ha intrapreso la carriera televisiva, lavorando come reporter per un'emittente televisiva di intrattenimento in Australia.